# 雷克侯拉区
雷克侯拉区是冰岛西峽灣區的市镇。市镇面积为1,096平方公里，人口数量为242人（2023年）。主要聚居点为雷克侯拉尔。